# Équipe cycliste Delko
L'équipe cycliste Delko était une équipe de cyclisme française active entre 1974 et 2021. Basée dans le quartier de la Pomme à Marseille, elle courut avec un statut professionnel à partir de 2011, elle était issue de l'équipe de DN1 du Vélo-Club La Pomme créé en 1974. Chez les amateurs, elle avait notamment remporté la Coupe de France des clubs en 2007. Elle courut avec une licence UCI ProTeam en 2020 et 2021 (deuxième division du cyclisme sur route masculin).
Elle disparait à l'issue de la saison 2021.

## Histoire

### Le club
Créé en 1974, le club accède à la division nationale 3 en l'an 2000, puis à la division nationale 1 en 2003.
En 2005, Rémi Pauriol devient champion de France Élite 2 sur route sous le maillot du VC La Pomme Marseille. En 2007, le club remporte la « Coupe de France Look » des clubs.
Le club faisait partie de l'élite du cyclisme amateur français.

### L'équipe continentale (2011-2015)
Le Vélo Club La Pomme Marseille souhaite lancer une équipe continentale en 2011. Son enregistrement est cependant refusé par la direction nationale de contrôle de gestion de la Ligue nationale de cyclisme.
L'équipe continentale est enregistrée en Lettonie. Une partie des coureurs de l'équipe de Division nationale 1 deviennent professionnels et l'espoir argentin Daniel Díaz rejoint l'équipe dans cette optique.
Les coureurs restent affiliés à la Fédération française de cyclisme, tandis que les coureurs lettons, non salariés, reçoivent une dotation matérielle. Le budget est de 700 000 €. L'équipe débute au Grand Prix d'ouverture La Marseillaise.
L'équipe est composée de 16 coureurs (6 Français, 7 Lettons, un Espagnol, un Argentin et un Lituanien). Le leader de la formation est Julien Antomarchi. Parmi les coureurs français, l'équipe a pour capitaine de route Yohan Cauquil, qui était redescendu en amateur après quatre saisons dans l'élite. Du côté letton, les coureurs sont tous amateurs, à l'exception de Toms Skujiņš qui fait déjà partie de l'effectif marseillais depuis septembre 2010.
La première victoire de l'équipe durant cette saison est obtenue le 20 février 2011 par Julien Antomarchi lors de la deuxième étape du Tour du Haut-Var. Antomarchi s'impose au terme d'une échappée à deux en compagnie de Thomas Voeckler. Voeckler, assuré de l'emporter au classement général ne dispute pas le sprint pour la victoire d'étape.
Pour la saison 2012, l'équipe est admise pour la seconde année consécutive en continentale mais cette fois ci avec une licence française et non plus lettone.

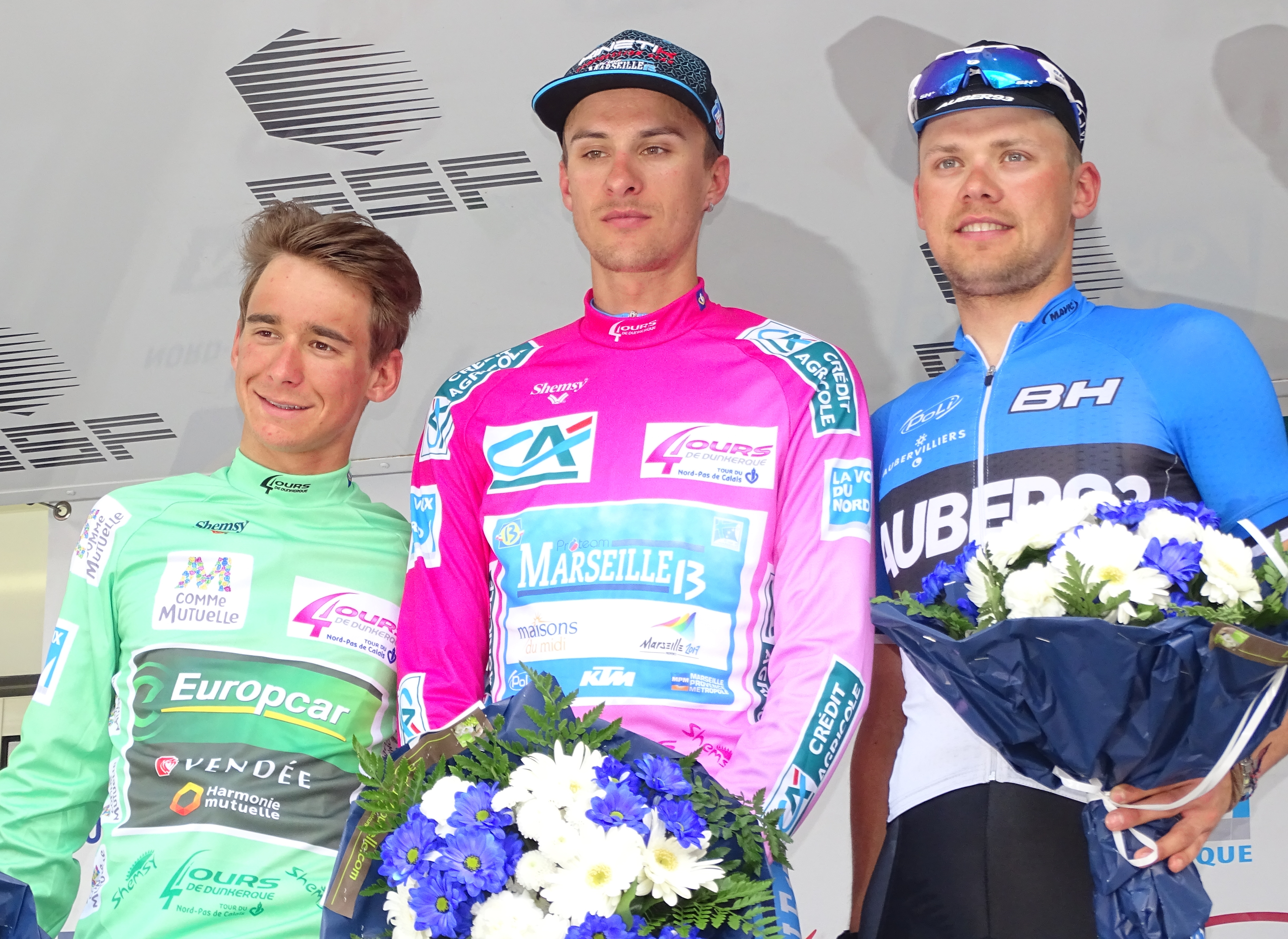
Podium de l'édition 2015 des Quatre Jours de Dunkerque : Bryan Coquard (2e), Ignatas Konovalovas (1er) et Alo Jakin (3e).

### Équipe de deuxième division (2016-2021)
En 2016, la formation française est renommée Delko-Marseille Provence-KTM. L'équipe monte d'un échelon, passant d'une équipe continentale à une équipe continentale professionnelle. C'est la première année que l'équipe évolue à ce niveau.
En 2019, KTM est remplacé par Look et l'équipe court avec le nom Delko Marseille Provence.
En 2020, elle est renommée Nippo Delko One Provence. En avril, l'équipe annonce un changement de direction avec la prise de pouvoir de Philippe Lannes, ce dernier ayant racheté les parts de Rostaing et devenant le propriétaire dirigeant de la structure. À la suite du départ de Rostaing et en désaccord avec la politique sportive de Lannes, l'entreprise Nippo se rapproche de l'équipe EF qui officialise l'arrivée de Hideto Nakane le 16 octobre,. En novembre, il est révélé que l'Union cycliste internationale a ouvert une procédure envers la direction de l'équipe pour des salaires impayés, des menaces et des contrats non respectés,.
En 2021, l'équipe est renommée simplement Delko, du nom du groupe des garages fondé par Philippe Lannes,. Sans soutiens financiers des collectivités locales, l'équipe se retrouve en difficultés financières et cherche à économiser de la masse salariale, un directeur sportif, trois entraîneurs et une nutritionniste partent,. En cours de saison, Biniam Girmay, Clément Berthet et Atsushi Oka quittent l'équipe pour en rejoindre une autre. Elle disparait à l'issue d'une saison où elle comptabilise cinq victoires dont le succès de José Manuel Díaz au Tour de Turquie,.

## Sponsors et financement de l'équipe
Les principaux sponsors en 2021 étaient Delko et LOOK.

## Affaire de dopage
En avril 2018, l'Union cycliste internationale (UCI) annonce que Rémy Di Grégorio a fait l'objet d'un contrôle antidopage positif à l'EPO lors du Paris-Nice 2018. Il est par conséquent « provisoirement suspendu jusqu'à la résolution de l'affaire ». Il est mis à pied par son équipe à titre conservatoire, en attendant l'analyse de l'échantillon B. L'échantillon B étant positif, le 11 mai 2020, il est suspendu quatre ans, soit jusqu'au 7 mars 2022.
Le 13 décembre 2020, Atsushi Oka est testé positif à l'acétazolamide (un diurétique utilisé en sport pour contrer le mal des montagnes) lors d'un contrôle hors compétition. Il est suspendu quatre mois, soit jusqu'au 24 mai 2021.

## Principales victoires

### Courses d’un jour
- Grand Prix Guillaume Tell : Gatis Smukulis (2007)
- Classic Sud Ardèche : Gatis Smukulis (2008), Mauro Finetto (2017)
- Bordeaux-Saintes : Gatis Smukulis (2008), Yoann Bagot (2009)
- Paris-Mantes-en-Yvelines : Yoann Bagot (2010)
- Paris-Camembert : Pierre-Luc Périchon (2012), Julien Loubet (2015)
- Grand Prix de la Somme : Evaldas Šiškevicius (2012)
- Grand Prix d'Ouverture La Marseillaise : Justin Jules (2013)
- Classique d'Ordizia : Simon Carr (2020)

### Courses par étapes
- Tour des Pays de Savoie : Daniel Martin (2007)
- Cinturó de l'Empordà : Gatis Smukulis (2007)
- Tour de l'Alentejo : Evaldas Šiškevicius (2011)
- Tour de Taiwan : Rémy Di Grégorio (2014)
- Tour de Hainan : Julien Antomarchi (2014)
- Circuit des Ardennes : Evaldas Šiškevičius (2015)
- Quatre Jours de Dunkerque : Ignatas Konovalovas (2015)
- Tour of Yancheng Coastal Wetlands : Evaldas Šiškevičius (2015)
- Tour du lac Taihu : Leonardo Duque (2016)
- Tour d'Autriche : Delio Fernández (2017)
- Tour d'Aragon : Javier Moreno (2018)
- Sharjah Tour : Javier Moreno (2018)
- Tour de Turquie : José Manuel Díaz (2021)

### Championnats nationaux
- Championnats de Bulgarie sur route : 1
  - Course en ligne : 2018 (Nikolay Mihaylov)
- Championnats de France sur route : 1
  - Contre-la-montre espoirs : 2013 (Yoann Paillot)
- Championnats de Lituanie sur route : 3
  - Course en ligne : 2019 (Ramunas Navardauskas)
  - Contre-la-montre : 2020 et 2021 (Evaldas Šiškevičius)
- Championnats de Serbie sur route : 1
  - Course en ligne : 2021 (Dušan Rajović)
- Championnats du Rwanda sur route : 2
  - Contre-la-montre : 2018 et 2019 (Joseph Areruya)

## Classements UCI
Depuis 2011, l'équipe participe principalement à des épreuves de l'UCI Europe Tour. Le tableau ci-dessous présente les classements de l'équipe sur les différents circuits continentaux, ainsi que son meilleur coureur au classement individuel.
UCI Africa Tour
| Saison | Classement par équipes | Meilleur coureur au classement individuel |
| ------ | ---------------------- | ----------------------------------------- |
| 2013   | 10e                    | Julien Antomarchi (37e)                   |
| 2017   | 18e                    | Mikel Aristi (89e)                        |
| 2018   | 2e                     | Joseph Areruya (1er)                      |
| 2019   | -                      | Joseph Areruya (23e)                      |
| 2020   | -                      | Biniam Girmay (2e)                        |

UCI America Tour
| Saison | Classement par équipes | Meilleur coureur au classement individuel |
| ------ | ---------------------- | ----------------------------------------- |
| 2016   | 29e                    | Daniel Díaz (115e)                        |

UCI Asia Tour
| Saison | Classement par équipes | Meilleur coureur au classement individuel |
| ------ | ---------------------- | ----------------------------------------- |
| 2011   | 60e                    | Justin Jules (256e)                       |
| 2012   | 33e                    | Benjamin Giraud (52e)                     |
| 2013   | 6e                     | Benjamin Giraud (5e)                      |
| 2014   | 3e                     | Julien Antomarchi (9e)                    |
| 2015   | 18e                    | Evaldas Šiškevičius (33e)                 |
| 2016   | 94e                    | Rémy Di Grégorio (560e)                   |
| 2017   | 32e                    | Rémy Di Grégorio (80e)                    |
| 2018   | 15e                    | Javier Moreno (47e)                       |
| 2019   | -                      | -                                         |
| 2020   | -                      | Hideto Nakane (3e)                        |

UCI Europe Tour
| Saison | Classement par équipes | Meilleur coureur au classement individuel |
| ------ | ---------------------- | ----------------------------------------- |
| 2011   | 25e                    | Julien Antomarchi (52e)                   |
| 2012   | 30e                    | Evaldas Šiškevičius (63e)                 |
| 2013   | 17e                    | Yannick Martinez (15e)                    |
| 2014   | 34e                    | Rémy Di Grégorio (61e)                    |
| 2015   | 17e                    | Ignatas Konovalovas (31e)                 |
| 2016   | 34e                    | Delio Fernández (224e)                    |
| 2017   | 12e                    | Mauro Finetto (29e)                       |
| 2018   | 17e                    | Mauro Finetto (119e)                      |
| 2019   | 13e                    | Julien El Fares (130e)                    |
| 2020   | 4e                     | Eduard-Michael Grosu (117e)               |
| 2021   | 9e                     | José Manuel Díaz (156e)                   |

En 2016, le Classement mondial UCI qui prend en compte toutes les épreuves UCI est mis en place parallèlement à l'UCI World Tour et aux circuits continentaux. Il concerne toutes les équipes UCI.
| Saison | Classement par équipes | Meilleur coureur au classement individuel |
| ------ | ---------------------- | ----------------------------------------- |
| 2016   | -                      | Delio Fernández (375e)                    |
| 2017   | -                      | Mauro Finetto (109e)                      |
| 2018   | -                      | Joseph Areruya (151e)                     |
| 2019   | 32e                    | Julien El Fares (158e)                    |
| 2020   | 23e                    | Biniam Girmay (113e)                      |
| 2021   | 28e                    | José Manuel Díaz (181e)                   |

## Delko en 2021
| Coureur                  | Date de naissance | Nationalité | Équipe 2020                                    | Équipe 2022                          |
| ------------------------ | ----------------- | ----------- | ---------------------------------------------- | ------------------------------------ |
| Pierre Barbier           | 25/09/1997        | France      | NIPPO DELKO One Provence                       | B&B Hotels-KTM                       |
| Clément Berthet          | 02/08/1997        | France      | Néo-professionnel                              | AG2R Citroën Team                    |
| Clément Carisey          | 23/03/1992        | France      | Pro Immo Nicolas Roux                          | Go Sport-Roubaix Lille Métropole     |
| Lucas De Rossi           | 16/08/1995        | France      | NIPPO DELKO One Provence                       | China Glory Continental Cycling Team |
| Yakob Debesay            | 28/06/1999        | Érythrée    | Groupama-FDJ Continental                       |                                      |
| Alexandre Delettre       | 25/10/1997        | France      | Néo-professionnel (VC Villefranche Beaujolais) | Cofidis                              |
| José Manuel Díaz Gallego | 18/01/1995        | Espagne     | NIPPO DELKO One Provence                       | Gazprom-RusVelo                      |
| Alessandro Fedeli        | 02/03/1996        | Italie      | NIPPO DELKO One Provence                       | Gazprom-RusVelo                      |
| Delio Fernández          | 17/02/1986        | Espagne     | NIPPO DELKO One Provence                       | Atum General-Tavira-Maria Nova Hotel |
| Mauro Finetto            | 10/05/1985        | Italie      | NIPPO DELKO One Provence                       | Maloja Pushbikers                    |
| Biniam Girmay            | 02/04/2000        | Érythrée    | NIPPO DELKO One Provence                       | Intermarché-Wanty-Gobert Matériaux   |
| José Gonçalves           | 13/02/1989        | Portugal    | NIPPO DELKO One Provence                       | W52-FC Porto                         |
| Eduard-Michael Grosu     | 04/09/1992        | Roumanie    | NIPPO DELKO One Provence                       | Drone Hopper-Androni Giocattoli      |
| Mulu Hailemichael        | 12/01/1999        | Éthiopie    | NIPPO DELKO One Provence                       | Global 6 Cycling                     |
| August Jensen            | 29/08/1991        | Norvège     | Riwal Securitas                                | Human Powered Health                 |
| Justin Jules             | 20/09/1986        | France      | NIPPO DELKO One Provence                       | Fin de carrière                      |
| Mathias Le Turnier       | 14/03/1995        | France      | Cofidis                                        | Team U Nantes Atlantique             |
| Atsushi Oka              | 03/09/1995        | Japon       | NIPPO DELKO One Provence                       | Team NIPPO-Provence-PTS Conti        |
| Eduard Prades            | 09/08/1987        | Espagne     | Movistar Team                                  | Caja Rural-Seguros RGA               |
| Dušan Rajović            | 19/11/1997        | Serbie      | NIPPO DELKO One Provence                       | Team Corratec                        |
| Evaldas Šiškevicius      | 30/12/1988        | Lituanie    | NIPPO DELKO One Provence                       | Go Sport-Roubaix Lille Métropole     |
| Julien Trarieux          | 19/08/1992        | France      | NIPPO DELKO One Provence                       |                                      |

## Saisons précédentes
- La Pomme Marseille 13 en 2014
- Marseille 13 KTM en 2015
- Delko-Marseille Provence-KTM en 2016
- Delko-Marseille Provence-KTM en 2017
- Delko-Marseille Provence-KTM en 2018
- Delko Marseille Provence en 2019

## Professionnels ayant été licenciés au VC La Pomme Marseille

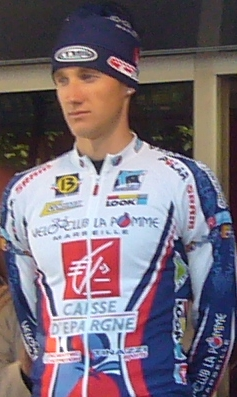
Gatis Smukulis en 2008

| - Yoann Bagot - Sam Bennett - Fumiyuki Beppu - Maxime Bouet - Philip Deignan - Rémy Di Grégorio - Fabio Duarte - Hubert Dupont - Julien El Fares - Alexandre Geniez - Thierry Hupond - Daryl Impey - Arnaud Jouffroy - Bartosz Kolendo | - Alexey Kolessov - Ignatas Konovalovas - Clément Lhotellerie - Daniel Martin - Ramūnas Navardauskas - Rémi Pauriol - Nicolas Roche - Fabien Sanchez - Mark Scanlon - Evgueni Sokolov - Gatis Smukulis - David Tanner - Quentin Jauregui |